# Andreas Lustenberger

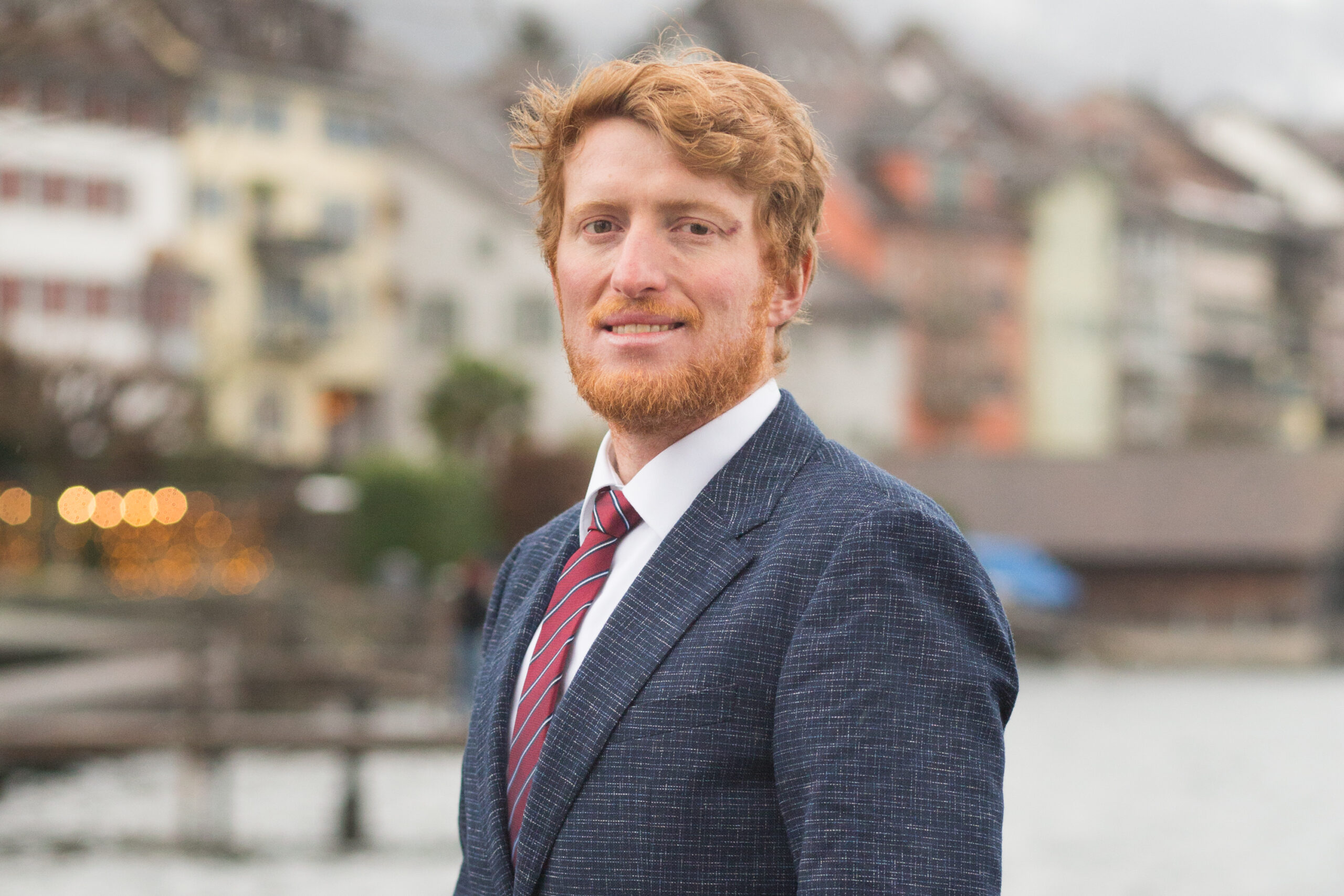
Andreas Lustenberger

Andreas Lustenberger (* 16. April 1986 in Baar) ist ein Schweizer Politiker (Alternative – die Grünen Zug). Er ist Mitglied des Zuger Kantonsrats und dort Präsident der Kommission für Gesundheit und Soziales des Kantons Zug.

## Leben
Lustenberger wuchs als jüngstes von drei Kindern in Baar auf. Er absolvierte die kaufmännische Lehre bei der Einwohnergemeinde Baar. Er studierte an der Universität Zürich Geographie und ist Co-Präsident der Geographie Alumni UZH.
Er war als Teil des Organisationskomitees des Eidgenössischen Schwing- und Älplerfestes 2019 wie auch des Eidgenössischen Jodlerfestes 2023 für die Nachhaltigkeit verantwortlich. Seit 2022 ist er Mitglied der Geschäftsleitung der Caritas Schweiz und leitet den Bereich Grundlagen und Politik. Lustenberger lebt in Baar.

## Politik
Politisiert wurde Lustenberger durch seine politisch aktive Mutter Anna Lustenberger. Er war von 2012 bis 2016 Co-Präsident der Junge Grünen Schweiz. Seit 2013 ist Lustenberger Zuger Kantonsrat. In der kantonalen Partei die Alternative – die Grünen Zug amtierte er von 2016 bis Ende 2022 als Co-Präsident.
Bei der Ersatzwahl für die Nachfolge von Regierungsrat Martin Pfister, der im März 2025 in den Bundesrat gewählt wurde, kandidiert er. Am 10. August 2025 findet der zweite Wahlgang statt.

## Nachweise
1. ↑  nadjawirth: Andreas Lustenberger ist bereit für den Regierungsrat. In: ALTERNATIVE – die GRÜNEN Kt. Zug. 15. März 2025, abgerufen am 31. März 2025.
2. ↑  Vorstand. Abgerufen am 31. März 2025.
3. ↑  Organisation – ESAF 2019 ZUG. Abgerufen am 31. März 2025.
4. ↑  Gastgeber. In: 31. Eidgenössisches Jodlerfest 2023 Zug. Abgerufen am 31. März 2025 (deutsch).
5. ↑  Geschäftsleitung und Präsidium. Abgerufen am 31. März 2025.
6. ↑  Andreas Lustenberger in den Regierungsrat. Abgerufen am 31. März 2025 (Schweizer Hochdeutsch).
7. ↑  Elias Wyrsch: Diese Zuger Politiker treten in die Fussstapfen ihrer Eltern. 11. Mai 2019, abgerufen am 31. März 2025 (Schweizer Hochdeutsch).
8. ↑  Zentralschweiz - Andreas Lustenberger tritt als Co-Präsident der Jungen Grünen ab. Abgerufen am 31. März 2025.
9. ↑  Philipp Lustenberger: Doppel-Abgang bei der ALG Zug – das sind die Gründe. 20. Mai 2022, abgerufen am 31. März 2025 (Schweizer Hochdeutsch).
10. ↑  PARTEI: Alternative - die Grünen Zug: Andreas Lustenberger neuer Präsident. 3. März 2016, abgerufen am 31. März 2025.
11. ↑  Wahlen Kanton Zug - Zug wählt mitten in den Sommerferien einen Regierungsrat. In: srf.ch. 29. Juli 2025, abgerufen am 29. Juli 2025.

| Personendaten    | Personendaten               |
| ---------------- | --------------------------- |
| NAME             | Lustenberger, Andreas       |
| KURZBESCHREIBUNG | Schweizer Politiker (Grüne) |
| GEBURTSDATUM     | 16. April 1986              |
| GEBURTSORT       | Baar                        |